# 드니프로페트로우스크주
드니프로페트로우스크주(우크라이나어: Дніпропетровська область)는 우크라이나 중부에 위치한 주로 주도는 드니프로(옛 이름 드니프로페트로우스크)이며 면적은 31,914km2, 인구는 3,374,200명(2009년 기준)이다.
북쪽으로는 폴타바주와 하르키우주, 동쪽으로는 도네츠크주, 남쪽으로는 자포리자주와 헤르손주, 서쪽으로는 미콜라이우주, 키로보흐라드주와 접한다. 1946년 1월 22일에 신설되었다.

## 참고
1. ↑  (영어) The number of the actual population as of January 1, 2009 보관됨 2010-03-12 - 웨이백 머신, 2010년 7월 5일 확인함